# Asinè
Asinè ou Asiné (en grec ancien : Ἀσίνη) abrite le site d'une acropole mycénienne, sur un promontoire au bord du golfe Argolique. L'ancienne Asinè est mentionnée par Homère dans l'Iliade (II, 560). Les vestiges de l'établissement mycénien ont été fouillés par une mission archéologique suédoise (à partir de 1922), dirigée à l'origine par Axel W. Persson (en) : il subsiste quelques tronçons de l'enceinte en appareil polygonal.
Elle ne doit pas être confondue avec la cité périèque d'époque classique, située en Messénie et évoquée par Xénophon et Pausanias, située à proximité de la moderne Koróni.

## Situation
L'acropole d'Asinè domine la côte à environ 8 km au sud-est de Nauplie et 1 km au nord-est de Toló. Le site s'étend sur la pente nord de la presqu'île de Kastráki (grec moderne : Καστράκι), promontoire rocheux entre Toló et Drépano. La ville basse, occupée à l'époque hellénistique puis romaine, se situe au nord-ouest. Une nécropole de la période helladique se trouve au nord-est. Plus loin au nord-ouest, les pentes du mont Barbouna ont également été fouillées.

## Histoire
Homère mentionne Asinè dans le Catalogue des vaisseaux du chant II de l'Iliade ; la cité est sous l'autorité de Diomède, roi d'Argos.
Les Asinéens se vantaient de descendre des Dryopes, peuple mythique installé précédemment dans la région du mont Œta et du Parnasse. Encore au IIe siècle apr. J.-C., ils aimaient rappeler cette origine, selon le témoignage de Pausanias.
Lorsque Nicandre, roi de Sparte, attaque Argos au milieu du VIIIe siècle av. J.-C., Asinè prend le parti des Lacédémoniens. En représailles, après le départ des Lacédémoniens, les Argiens assiègent Asinè et rasent la ville, qui sera abandonnée pendant plusieurs siècles ; seul le temple d'Apollon Pythien est épargné. Les Lacédémoniens, après leur victoire dans la première guerre de Messénie (fin du VIIIe siècle av. J.-C.), octroient aux habitants d'Asinè, qui s'étaient enfuis par la mer, une portion du territoire conquis en Messénie ; les Asinéens y fondent une nouvelle Asinè (en),. L'archéologie confirme l'abandon d'Asinè à la fin du VIIIe siècle av. J.-C. ; O. V. A. Frödin et A. W. Persson datent de 700 av. J.-C. la destruction de la ville, en s'appuyant sur l'étude de la céramique.
Le site est réoccupé à l'époque hellénistique.

## Fouilles et découvertes
Les trouvailles des fouilles d'Asinè sont conservées au musée archéologique de Nauplie, ainsi qu'en Suède, à Uppsala et à Stockholm.